# Day of the Nightmare
Day of the Nightmare è un film del 1965 diretto da John A. Bushelman.
È un film horror a sfondo giallo statunitense con John Ireland, Beverly Bain e Cliff Fields.

## Produzione
Il film, diretto da John A. Bushelman su una sceneggiatura e un soggetto di Leonard Goldstein, fu prodotto da Leon Bleiberg per la Screen Group. Il titolo di lavorazione fu  Don't Scream, Doris Mays!.

## Distribuzione
Il film fu distribuito negli Stati Uniti nel 1965 al cinema dalla Herts-Lion International Corp.